# Reynaldo Hahn
Reynaldo Hahn (9. august 1874 – 28. januar 1947) var en venezuelansk, naturaliseret fransk komponist, dirigent, musikkritiker og dagbogsskribent. Han er bedst kendt for sine sange, men har også komponeret operaer og balletmusik.